# Hylcalosia maetoi
Hylcalosia maetoi är en stekelart som beskrevs av Van Achterberg 1983. Hylcalosia maetoi ingår i släktet Hylcalosia och familjen bracksteklar. Inga underarter finns listade i Catalogue of Life.